# Ribeirão Cascalheira
Ribeirão Cascalheira är en kommun i Brasilien.   Den ligger i delstaten Mato Grosso, i den centrala delen av landet, 500 km nordväst om huvudstaden Brasília. Antalet invånare är 8 880.
Omgivningarna runt Ribeirão Cascalheira är huvudsakligen savann. Trakten runt Ribeirão Cascalheira är nära nog obefolkad, med mindre än två invånare per kvadratkilometer.